# Łowcy ognia
Łowcy ognia (szw. Vattenänglar) – powieść kryminalna szwedzkiego pisarza Monsa Kallentofta z 2015. Polskie wydanie książki ukazało się w 2017 w tłumaczeniu Anny Krochmal i Roberta Kędzierskiego.

## Treść
Powieść jest dziewiątą częścią kryminalnej serii z detektyw Malin Fors z Linköpingu, której pomaga Zaharias Zeke Martinsson, a czwarta z kolei, która odwołuje się do żywiołów, tym razem ognia. Akcja rozpoczyna się od znalezienia zwłok dziewięcioletniego chłopca w kontenerze na śmieci w bogatej willowej dzielnicy w miejscowości Sättun. Następnie Malin Fors znajduje spalone zwłoki kobiety. Pozornie niepowiązane sprawy prowadzą w kierunku wykorzystywania imigrantów do niewolniczej pracy w Katarze, również przez obywateli szwedzkich.
Inne wątki powieści dotyczą życia prywatnego Malin Fors i pozostałych bohaterów. Malin zachowuje trzeźwość i pozostaje w związku z Danielem, dziennikarzem. Córka Malin, Tove, pracuje charytatywnie w domu dziecka w Katmandu..